# تغلث فلاسر الأول
تغلث فلاسر الأول ويسمى أيضاً توكولتي أبال إيشارا كان ملكًا لآشور خلال الإمبراطورية الآشورية الوسطى (1114-1076 قبل الميلاد). ووفقًا لجورج رو كان تغلث فلاسر «أحد الملوك الآشوريين العظماء منذ أيام شمشي أدد الأول». وكان معروفًا «بحملاته العسكرية الواسعة النطاق، وحماسه لمشاريع البناء، واهتمامه بمجموعات الألواح المسمارية». وتحت حكمه أصبحت آشور القوة الرائدة في الشرق الأدنى القديم، وهو الوضع الذي حافظت عليه المملكة إلى حد كبير على مدار الخمسمئة سنة التالية. وقد وسّع السيطرة الآشورية إلى الأناضول وسوريا، وإلى شواطئ البحر الأبيض المتوسط. ومن خلال نقوشه الباقية يبدو أنه زرع بعناية الخوف منه في رعيته وأعدائه على حد سواء.
كانت بداية حكم تغلث فلاسر الأول بمثابة انخراط كبير في الحملات العسكرية، كما تشير النصوص المترجمة من العصر الآشوري الأوسط. وكان يُعتقد أن النصوص كانت «تبريرًا للحرب». ورغم قلة النصوص الأدبية المتاحة من عهد تغلث فلاسر الأول فهناك أدلة تشير إلى أن حكم تغلث فلاسر الأول ألهم عملية تسجيل المعلومات، بما في ذلك معلومات عن حملاته العسكرية. وفي نهاية حكم تغلث فلاسر الأول اتخذت النصوص الأدبية شكل «نصوص موجزة» كانت بمثابة وعاء لأكبر قدر ممكن من المعلومات عن حكمه، بقصد نقلها إلى خليفته.

## حملاته
اعتلى تغلث فلاسر ابن آشور ريش إيشي الأول العرش في عام 1115 قبل الميلاد، وأصبح واحدًا من أعظم الغزاة الآشوريين. أشار تغلث فلاسر الأول إلى نفسه باعتباره «ملك العالم الذي لا مثيل له، وملك الجهات الأربع، وملك كل الأمراء، وسيد السادة. الذي شحذ الإله آشور أسلحته، والذي نطق باسمه إلى الأبد للسيطرة على الجهات الأربع. لهب رائع يغطي الأرض المعادية مثل عاصفة مطيرة». إلى جانب هذه النظرة لنفسه، أكد على وحشية استيلائه على العديد من الأراضي، وكان أول ملك آشوري يتخذ الرهائن، وأحيانًا الأطفال، كأداة سياسية ضد الشعوب المحتلة.
كانت حملته الأولى ضد الموشكو في عام 1112 قبل الميلاد، الذين احتلوا مناطق آشورية معينة في أعالي الفرات؛ ثم اجتاح مملكة كوماجيني وشرق كبادوكيا، وطرد الحيثيين من مقاطعة سوبارتو الآشورية، شمال شرق ملطية.
وفي حملة لاحقة توغلت القوات الآشورية في الجبال الواقعة جنوب بحيرة وان ثم اتجهت غربًا لتلقي استسلام ملطية. وفي عامه الخامس هاجم تغلث فلاسر كومانا في كابادوكيا، ووضع سجلًا لانتصاراته محفورًا على ألواح نحاسية في حصن بناه لتأمين فتوحاته في قيليقية.
ظهر الآراميون في منطقة كانت خاضعة إلى حد كبير لسيطرة الإمبراطورية الآشورية الوسطى (1365-1050 قبل الميلاد) وسرعان ما شكلوا تهديدًا للنظام السياسي الآشوري الذي كان يقع إلى حد كبير غرب نهر الفرات. ومن أجل إبطال هذا التهديد شن تغلث فلاسر الأول العديد من الحملات في الأراضي الآرامية، على الرغم من أن الحملات العديدة التي سجلتها السجلات الآشورية تشير إلى أن الحملات العسكرية الآشورية لم تنجح في ممارسة السلطة أو الهيمنة على الآراميين. يعتقد بعض الباحثين أن الآراميين استولوا على نينوى في ذلك الوقت. وفي القرن الحادي عشر قبل الميلاد سقطت آشور في حالة من الانحدار ربما كان سببها غارات الآراميين الناشئين، مما سمح للآراميين بإنشاء سلسلة من الدول عبر بلاد الشام وإجراء توسعات ملحوظة في الأراضي الآشورية آنذاك، مثل وادي الخابور. وفي ذلك الوقت لم تتمكن آشور من التوسع شرق الفرات.
كانت السيطرة على الطريق الرئيسي المؤدي إلى البحر الأبيض المتوسط مؤمنة من خلال الاستيلاء على مدينة بيترو الحيثية عند تقاطع نهر الفرات وساجور؛ ومن ثم انتقل إلى جبيل (بيبلوس)، وصيدا، وأخيرًا إلى أرواد حيث ركب سفينة للإبحار في البحر الأبيض المتوسط، حيث قتل ناهيرو أو «حصان البحر» (الذي ترجمه أ. ليو أوبنهايم على أنه كركدن البحر).
تعتبر النظرة العامة أن ترميم معبد الإلهين آشور وهدد في العاصمة الآشورية آشور كان أحد مبادراته. ويُعتقد أيضًا أنه كان أحد أوائل الملوك الآشوريين الذين أمروا بإنشاء حدائق ومتنزهات بأشجار ونباتات أجنبية.
يبدو أن الجزء الأخير من حكمه كان فترة تقشف، حيث ضغط رجال القبائل الآرامية على مملكته. وتوفي في عام 1076 قبل الميلاد، وخلفه ابنه أشاريد أبال إيكور. وكان الملكان اللاحقان آشور بيل كالا وشمشي أداد الرابع أيضًا من أبنائه.

### الحوليات والنصوص
تنوعت أشكال نقوش تغلث فلاسر الأولى من «حولياته السنوية الخامسة»، من نقوش على مواشير طينية إلى نقوش مسمارية على ألواح. وقد نُقش إيه.0.87.إي (أو ريما 2) على موشور متعدد الأضلاع ذي ثمانية جوانب، وتضمن النقش ست حملات عسكرية، ويؤكد ماركو دي أودوريكو أنه يمكن التعرف عليها بسهولة نظرًا إلى أن «تقسيم الفقرات بواسطة خطوط أفقية. وكذلك المقدمة تبدأ بعبارة (في سنة خلافتي)».
إذا أخذنا في الاعتبار أن جزءًا كبيرًا من عهد تغلث فلاسر الأول كان يتضمن حملات عسكرية، فمن غير المستغرب أن تتضمن معظم نصوصه الأدبية معلومات مثل «لقد غزوت 42 أرضًا وحكامها من الجانب الآخر من الزاب السفلي في المناطق الجبلية البعيدة إلى الجانب الآخر من نهر الفرات، وشعب الحاتيين، والبحر العلوي في الغرب - من عام توليي العرش إلى عامي الخامس في الحكم». وكان موشور تغلث فلاسر الأول في الأساس عبارة عن تخطيط سنوي لحملاته العسكرية، ويُعتبر اليوم أحد أول السجلات المحفوظة في العالم.

### العودة من الحملات
تحتوي سجلات تغلث فلاسر الأول على توثيق للحملات العسكرية، بالإضافة إلى معلومات أخرى مثل ما سيحضره تغلث فلاسر الأول، في شكل مبكر من الجزية، من المواقع المختلفة التي أظهر فيها قوة عسكرية. ويقال إن تغلث فلاسر الأول كان يمتلك تماثيل للحيوانات المختلفة التي تعامل معها وكذلك التي اصطادها بعد عودته من حملة حربية ناجحة. ومن نص الحوليات المترجم يقال إن تغلث فلاسر الأول كان يمتلك «تمثالين لنهيرو (كركدن البحر)، وأربعة منحوتات برهيش، وأربعة أسود مصنوعة من البازلت، وتمثالين عملاقين لثورين مصنوعين من المرمر، وتمثالين برهيش مصنوعين من الحجر الجيري الأبيض، وقد نصبهما عند بوابات مدينة آشور».
استُخدمت هذه التماثيل بشكل أساسي لتزيين «المدخل الملكي»، وهي ممارسة تبناها ابن تغلث فلاسر الأول آشور بيل كالا بعد وفاة والده. بالإضافة إلى إقامة تماثيل لحيوانات لم يرها شعبه من قبل، عاد تغلث فلاسر الأول من بعض الحملات الحربية مع الحيوانات الحية نفسها، بما في ذلك عجول الثيران البرية وكذلك الأفيال.